# Коробейниково (Усть-Пристанський район)
Коробе́йниково (рос. Коробейниково) — село у складі Усть-Пристанського району Алтайського краю, Росія. Адміністративний центр та єдиний населений пункт Коробейниковської сільської ради.

## Населення
Населення — 1190 осіб (2010; 1532 у 2002).
Національний склад (станом на 2002 рік):
- росіяни — 95 %